# Křižánky
Křižánky település Csehországban, a Žďár nad Sázavou-i járásban. Křižánky Březiny, Svratka, Sněžné, Krásné és Herálec településekkel határos. Lakosainak száma 391 fő (2024. január 1.).

## Népesség
A település lakosságának változását az alábbi diagram mutatja:
| Lakosok száma | 1399 | 1197 | 1163 | 777  | 520  | 367  | 377  | 402  | 395  | 391  |
|               | 1869 | 1890 | 1921 | 1950 | 1980 | 2001 | 2017 | 2019 | 2022 | 2024 |